# 78905 Seanokeefe
78905 Seanokeefe este un asteroid din centura principală de asteroizi.

## Descriere
78905 Seanokeefe este un asteroid din centura principală de asteroizi. A fost descoperit pe 16 septembrie 2003 la Observatorul Palomar în cadrul programului NEAT. Asteroidul prezintă o orbită caracterizată de o semiaxă mare de 2,41 ua, o excentricitate de 0,25 și o înclinație de 21,4° în raport cu ecliptica.